# Valerij Asapov
Valerij Grigor'evič Asapov (in russo Валерий Григорьевич Асапов?; Konstantinovka, 1º gennaio 1966 – Deir el-Zor, 23 settembre 2017) è stato un generale russo, eroe della Russia e comandante della 5ª Armata combinata dal 2016 fino alla sua morte nel 2017 in Siria mentre stava combattendo contro lo Stato Islamico.

## Biografia
Asapov è nato il 1º gennaio 1966 a Konstantinovka, distretto di Malmyž dell'oblast' di Kirov, nell'allora RSFS Russa. Primo di quattro fratelli, suo padre Grigorij era un lavoratore agricolo mentre sua madre lavorava in una distilleria.

### Carriera militare
Dopo aver completato i primi studi militari alla Scuola superiore di comando aviotrasportato di Rjazan' nel 1987, fu assegnato al 104º Reggimento paracadutisti della 76ª Divisione aviotrasportata. Tra il 1992 e 1993 ha fatto parte di un contingente militare russo in Ossezia del Sud durante la prima guerra osseto-georgiana.
Nel gennaio 1995, il maggiore Asapov fu inviato nel Caucaso durante la prima guerra cecena. Durante le battaglie per la capitale cecena di Groznyj, ricevette una grave ferita da arma da fuoco alla tibia sinistra, fratturandosi entrambe le tibie. Ritirato dal fronte, venne sottoposto a quattro operazioni prima di essere dimesso dall'ospedale dopo un anno, rimanendo zoppo.
Dopo essersi diplomato presso l'Accademia militare Frunze nel 2000, Asapov prestò servizio come capo di stato maggiore di un reggimento paracadutisti della 98ª Divisione aviotrasportata. Come comandante del 10º Reggimento paracadutisti, nel 2001 ha fatto parte nel contingente russo delle forze di pace in Abcasia. Nell'aprile 2002, durante l'aggravarsi del conflitto georgiano-abcasico, ha comandato personalmente un gruppo di paracadutisti che sono atterrati nella gola di Kodori. Dal 2003 al 2007 Asapov fu vice comandante e poi capo di stato maggiore della 98ª Divisione aviotrasportata e partecipò alla seconda guerra cecena come comandante delle forze aviotrasportate in combattimento tra il 2003 e il 2004.

#### Trasferimento alle forze terrestri
Nel maggio 2007, il colonnello Asapov fu trasferito dalle forze aviotrasportate alle forze di terra e nominato comandante della 18ª Divisione artiglieria mitragliera.
Dopo aver studiato presso l'Accademia militare dello stato maggiore russo, diplomandosi con lode, venne nominato comandante della 37ª Brigata fucilieri motorizzata, partecipando al comando di essa alle esercitazioni internazionali "Selenga-2011" e "Selenga-2012" in Mongolia e "Indra-2012" in India.
Nel febbraio 2013 fu nominato vice comandante della 5ª Armata combinata del Distretto militare orientale, venendo promosso al grado di maggiore generale nel maggio successivo. Con la ricostituzione del 68º Corpo d'armata nel gennaio 2014, Asapov ne è stato nominato primo comandante. Alla fine di luglio 2015, è stato riportato dalla stampa russa che il generale fosse stato inviato al quartier generale del Distretto militare meridionale a Rostov sul Don per una ipotetica promozione. Per la Direzione principale dell'intelligence di difesa ucraina, il trasferimento di Asapov sarebbe stato in funzione del suo invio nell'Ucraina orientale per sostenere i separatisti filo-russi del Donbass con lo pseudonimo di Primakov e Tuman. Sempre secondo fonti ucraine, nell'agosto successivo Asapov era diventato il comandante delle milizie di Doneck, il 1º Corpo d'armata. Durante questo periodo, il generale avrebbe supervisionato la costituzione del corpo di fanteria marina di Doneck ma con scarsi risultati, non riuscendo a convertire pienamente il 9º Reggimento fucilieri motorizzato in un'unità di fanteria di marina.
Tornato in Russia, Asapov fu promosso al grado di tenente generale l'11 giugno 2016. Il segretario del Consiglio per la sicurezza e la difesa nazionale dell'Ucraina, Oleksandr Turčynov, ha affermato che questa promozione è un premio "per crimini commessi" dal generale sul territorio ucraino. Nell'ottobre successivo è stato nominato comandante della 5ª Armata combinata. Nel febbraio 2017, per la ampia esperienza militare maturata durante la sua carriera, venne trasferito in seguito in Siria come capo consigliere per sostenere il comando dell'esercito siriano durante la guerra civile del paese.

### Morte
ll generale Asapov morì il 23 settembre 2017 in prossimità della città di Deir el-Zor, nella Siria orientale. La sua morte avvenne quando il posto di comando del 5º Corpo d'assalto siriano, di cui era comandante informale, fu colpito da colpi di mortaio, attribuiti ai militanti dello Stato Islamico, mentre lui si trovava sul posto al momento dell’attacco.
Il 27 settembre successivo è stato celebrato il funerale al Cimitero militare commemorativo federale nella periferia nord-orientale di Mosca, dove il capo di stato maggiore delle forze armate russe Valerij Gerasimov ha tenuto un discorso in sua memoria. 
Secondo Reuters, al funerale ha anche partecipato il portavoce delle forze armate della repubblica separatista di Doneck, Eduard Basurin, e in seguito sono apparse bandiere della Novorossija e di Doneck sulla tomba del generale.

## Vita privata
Asapov era sposato con Olga Petrovna con cui aveva una figlia. Suo fratello minore Vjačeslav è un militare in carriera, anche lui partecipe alla guerra del Donbass.

## Commemorazione
Nel corso degli anni successivi alla sua morte, numerose città russe hanno reso omaggio al generale Asapov attraverso l’intitolazione di scuole, strade e l’installazione di monumenti commemorativi:

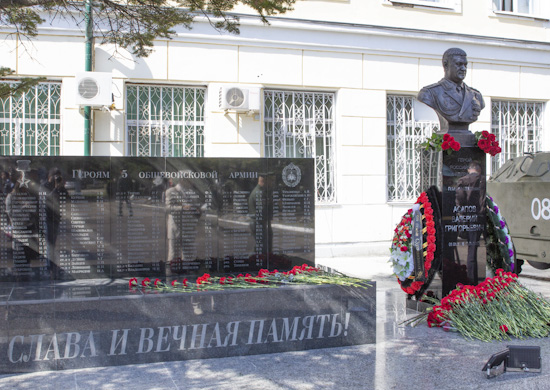
Monumento ad Asapov ad Ussurijsk

A Južno-Sachalinsk, nell’agosto 2018 è stato inaugurato un monumento nel territorio del quartier generale del 68º Corpo d’armata. Già nel dicembre 2017, la scuola secondaria n. 8 della città era stata intitolata ad Asapov.
A Kuril'sk, nel settembre 2018 è stato svelato un altro monumento a lui dedicato, situato in Piazza della Vittoria. Nello stesso mese, anche la città di Ussurijsk ha celebrato la sua memoria con l’inaugurazione di un monumento nel territorio del quartier generale della 5ª Armata. In precedenza, nel maggio 2018, la scuola secondaria n. 25 della città era stata intitolata al generale.
In Siria, un busto in onore di Asapov è stato installato nel 2023 sul territorio della base aerea russa di Chmejmim.
In Kjachta, nel gennaio 2018, metà della via Rukavišnikov è stata rinominata in suo onore. Anche il villaggio di Kalinino ha commemorato Asapov: nel febbraio dello stesso anno, la scuola locale ha preso il suo nome.
A Pskov, una targa commemorativa è stata inaugurata sull’edificio del dormitorio del 104º Reggimento d’assalto aereo, dove Asapov aveva prestato servizio.